# José Félix Correa de Saá
José Félix Correa de Saá y Zorraindo (Mendoza, noviembre de 1801 - diciembre de 1879) fue un militar argentino que participó en la guerra de independencia y en la guerra civil de su país, además de la Guerra del Brasil.

## Biografía
Hijo del matrimonio formado por José María Correa de Saa y Soto con doña Juana María de Zorraindo y Zapata. Hermano de José Ignacio Correa de Saa y Zorraindo. Sobrino nieto de los Correa de Saa y Peñalosa, por lo tanto tío de Buenaventura de Arzac y Correa de Saa y de los destacados políticos chilenos Carlos y Rafael Correa de Saa y Lazón.
Se enroló en el Regimiento de Granaderos a Caballo y cruzó la Cordillera con el Ejército de los Andes en 1817. Luchó en la batalla de Chacabuco, en la Sorpresa de Cancha Rayada y en la batalla de Maipú, a órdenes de Mariano Necochea.
Participó en la Expedición Libertadora del Perú en la división de Juan Antonio Álvarez de Arenales, luchando en la batalla de Pasco. Participó en la campaña de Intermedios, que resultó en un desastre militar. De regreso estuvo a punto de perder la vida por el hundimiento del buque que los transportaba a Lima. Tras la retirada del general José de San Martín, formó  nuevamente a órdenes de Necochea, participando en la campaña de la sierra peruana, luchando en las batallas de Junín y Ayacucho.
Regresó a Buenos Aires en 1826 y participó en una campaña al desierto, en que se logró asegurar Tandil y Volcán (hoy Balcarce). Participó en la Guerra del Brasil como jefe de la escolta del general Carlos María de Alvear, y luchó en Ombú, Ituzaingó y Camacuá.
Regresó a Buenos Aires a órdenes de Juan Lavalle, y participó en el derrocamiento del gobernador Manuel Dorrego y en la batalla de Navarro. Acompañó al coronel Federico Rauch en su campaña por el interior de la provincia de Buenos Aires, y estuvo a punto de ser ajusticiado junto con su jefe tras la derrota en la batalla de las Vizcacheras; se le perdonó la vida por estar seriamente herido.
Pasó a Córdoba, donde sirvió a órdenes de José María Paz; participó en la batalla de Oncativo. Secundó al coronel José Videla Castillo en su conquista de San Luis y Mendoza. Fue destinado al fuerte de San Carlos, en el sur mendocino, que debió reconstruir tras un ataque de indígenas pehuenches.
De regreso a Córdoba participó en la campaña contra Estanislao López, pero al ser capturado el general Paz, acompañó al ejército al mando de Gregorio Aráoz de Lamadrid hasta Tucumán. Con el grado de coronel combatió en la batalla de La Ciudadela, que resultó la derrota definitiva de la Liga del Interior.
Se refugió en Bolivia, estableciéndose en Tarija y luego en Chuquisaca.
Regresó a Mendoza después de la batalla de Caseros; en 1856, el presidente Urquiza le reconoció el grado de general. Tuvo a su cargo la organización del ejército en su provincia natal, pero no volvió a luchar ni a participar en política. El presidente Bartolomé Mitre lo reconoció como general retirado.
Falleció en Mendoza en diciembre de 1879.